# تاكالاني ندلوفو
تاكالاني ندلوفو (بالإنجليزية: Takalani Ndlovu)‏ مواليد 11 يناير 1978 في سويتو، خاوتينغ، جنوب أفريقيا، هو ملاكم محترف جنوب أفريقي يصنف ضمن فئة وزن الديك. حقق بطولة الاتحاد الدولي للملاكمة.

## إحصائيات
خاض خلال مسيرته 38 نزالا، فاز في 32 ولم يتعادل وخسر في 6. فاز بالضربة القاضية في 18 نزالا.

## روابط خارجية
- تاكالاني ندلوفو على موقع بوكس ريك (الإنجليزية) (registration required)